# Горячкино (Тульская область)
Горячкино — деревня в Щёкинском районе Тульской области России.
В рамках административно-территориального устройства является центром Костомаровской сельской администрации Щёкинского района, в рамках организации местного самоуправления включается в сельское поселение Огарёвское.

## География
Расположена в 11 км к юго-востоку от железнодорожной станции города Щёкино.

## Население
| 2002 | 2010 |
| ---- | ---- |
| 584  | ↘514 |